# José Gutiérrez Guirau
José Gutiérrez Guirau   (Barcelona, 19 de març de 1940 - Granollers, 27 de juny de 2023), conegut futbolísticament com a Pedrín, fou un futbolista català de la dècada de 1960.

## Trajectòria
Es formà al futbol base del FC Barcelona, arribant a jugar a l'equip d'aficionats. A continuació fitxà pel CE Europa, on jugà sis temporades en diverses etapes, tres de les quals a segona divisió. Al final de la temporada 1963-64 jugà al RCD Espanyol, disputant cinc partits a primera divisió. Entre 1965 i 1967 jugà dues temporades al CF Badalona, també a segona divisió. Finalitzà la seva carrera al CF Gavà i a la UDA Gramenet.